# 抜丸
抜丸（ぬけまる）は、伊勢平氏伝来の宝剣で、伊勢国の猟師が天照大神から授けられたものという。
別名「木枯」（こがらし）という。
平家に伝わる二振りの宝剣「小烏丸」（こがらす）と「木枯」（こがらし）の名が似ている事から同一の剣とする説もある。
一説によれば、平安時代の伯州刀工の始祖の大原安綱の子である伯耆国大原眞守の作とも言われる。

## 概要
『平治物語』、『源平盛衰記』によると、伊勢国鈴鹿山（現在の三重県にある鈴鹿山脈周辺）に住む貧しい男が伊勢神宮へ詣でた後に三子塚で手に入れたもので、猟に持って行けば獲物を逃すことはないという不思議な剣であったが、ある時、この刀を大木の根元に立てかけて眠ったところ、翌朝にその大木が古木の如く枯れ果てていたことから、「木枯」と命名されたという。
その後、伊勢守平忠盛が、この話を聞きつけて、年貢三千石で買い取って所有していたが、六波羅池殿で忠盛が昼寝をしていると、池から大蛇が現れ襲いかかろうとしたところ、枕元に置いていたこの太刀が自然と鞘から抜け出て、大蛇は恐れて水底に沈んだことから、名前を「抜丸」（ぬけまる）に改名したという。
また忠盛は長男の平清盛ではなく五男の平頼盛に抜丸を授けたため、清盛と頼盛の不仲の原因にもなったという。